# Южная белолицая совка
Южная белолицая совка (лат. Ptilopsis granti) — вид птиц из семейства совиных (Strigidae), обитающих в Южной Африке.

## Описание
Длина тела птицы — от 20 или 22  до 24 сантиметров, вес, как правило, составляет 185—220 грамм (у самцов — от 185 до 240 грамм; самки же крупнее самцов и их вес варьируется от 215 до 275 грамм). Размах крыльев варьируется от 191 до 206 миллиметров, а длина хвоста — от 88 до 100 миллиметров.
Имеет выступающие пучки ушей и характерный белый лицевой диск с чёрной окантовкой. Верхняя часть туловища совки — серебристо-серая с чёрными отметинами, нижняя — более светлая с чёрными полосами и мелкими вермикуляциями. Цвет глаз — оранжевый. Птенцы южных белолицых совок обладают пуховым покровом белого цвета, цвет их глаз — жёлто-серый. К моменту оперения птенцы имеют окраску, аналогичную родительской, однако с менее выраженным рисунком оперения, цвет глаз же близится к ярко-оранжевому, как и у взрослых особей.

## Ареал и размножение
Ареал южной белолицей совки — Южная Африка, наиболее часто встречается на территории таких государств, как Намибия, Ботсвана, Зимбабве, Мозамбик. Обитает птица в саваннах, редколесье и речных лесных массивах. Совки гнездятся в дуплах деревьях или старых палочных гнёздах других птиц в период с мая по ноябрь, откладывая по 2—3 яйца (инкубация яиц длится 30 дней). Молодые птицы покидают гнездо к первому месяцу жизни и становятся самостоятельными к шести неделям.

## Рацион и охота
Питаются южные белолицые совки крупными насекомыми и паукообразными, а также млекопитающими и птицами. Ведут строго ночной образ жизни и охотятся, перелетая с места на место, пока не обнаружат добычу. Заметив жертву, совка летит к земле и хватает её своими мощными когтями.